# Pseudanapis parocula
Espèce
Synonymes
- Anapis paroculus Simon, 1899

Pseudanapis parocula est une espèce d'araignées aranéomorphes de la famille des Anapidae.

## Distribution
Cette espèce se rencontre en Indonésie à Sumatra et à Java, à Singapour, en Malaisie, en Thaïlande et au Laos.

## Description
La femelle holotype mesure 2 mm.
Le mâle décrit par Platnick et Shadab en 1979 mesure 0,72 mm et la femelle 0,83 mm.

## Systématique et taxinomie
Cette espèce a été décrite sous le protonyme Anapis paroculus par Simon en 1899. Elle est placée dans le genre Pseudanapis par Simon en 1905.

## Publication originale
- Simon, 1899 : « Contribution à la faune de Sumatra. Arachnides recueillis par M. J. L. Weyers, à Sumatra. (Deuxième mémoire). » Annales de la Société entomologique de Belgique, vol. 43, p. 78-125 (texte intégral).